# Artéria subclávia
As artérias subclávias esquerda e direita são responsáveis por levar o sangue até os membros superiores. Localiza-se embaixo da clavícula. A artéria subclávia direita origina-se do tronco braquiocefálico, enquanto a subclávia esquerda origina-se diretamente do arco da aorta. Quando alcança a borda externa da primeira costela, a artéria subclávia passa a se chamar artéria axilar.
Pode ser dividida em 3 segmentos em relação ao músculo escaleno anterior: proximal, posterior, e distal.

## Ramos
Todos os ramos, com exceção da artéria escapular dorsal e do tronco costocervical, se originam do primeiro segmento da artéria subclávia.
- artéria vertebral
- tronco tireocervical
- artéria torácica interna
- tronco costocervical
- artéria escapular dorsal

A artéria subclávia continua sua trajetória com o nome de artéria axilar.